# Santa Maria (Laguna)
Pour les articles homonymes, voir Santa Maria.
Santa Maria est une localité de la province de Laguna, aux Philippines. En 2015, elle compte 30 830 habitants.